# Іцтлаколіукі
Іцтлаколіукі (Itztlacoliuhqui) — бог морозу, снігу, льоду, холоду, темряви, стихійних лих, покарань, обсидіану в ацтекській міфології. Ім'я перекладається як «Мороз-вбивця рослин» (інший варіант «Кривий обсидіановий ніж»). Інколи розглядають як уособлення Тецкатліпоки. Інше ім'я «Ішкіміллі». Є богом 12 трецени (1 Ящірка — 13 Стерв'ятник) тональпоуаллі.

## Опис
Його обличчя зображувалося як дещо зігнутий чорний обсидіан. На очах або на лобі носить пов'язку як знак справедливого правосуддя. Загалом розмальований у чорний і червоний кольори. В руках він тримає tlachpanoni — мітлу з соломи (знак чистоти).

## Міфи
Поява цього бога у міфах пов'язана зі створенням 5 Сонця (епохи), рухом Сонця і Місяця. Коли останні не пішли за своїм звичайним шляхом, а застигли на одному місці, бог Тонатіу зажадав від решти богів присяги йому на вірність і жертви у вигляді крові, щоб світила прийшли в рух. Розгніваний його зарозумілістю, бог вранішньої зорі Тлауіскальпантекутлі випустив стрілу в Сонце. Однак стріла не потрапила в ціль, а Сонце випустило відповідну стрілу, яка пронизала голову Тлауіскалпантекутлі. У цей момент бог ранкової зірки Тлауіскалпантекутлі перетворився на бога каменю і холоду Іцтлаколіукі, і з цієї причини на сході Сонця завжди холодно.
Разом з божествами Тецкатліпокою і Іцпапалотль є частиною загального процесу, що передбачає народження, життя та смерть. Іцтлаколіукі відповідає за останнє. Є покровителем об'єктивності, являє собою справедливе правосуддя.

## Культ
Окремого поклоніння цього божеству не існувало. Проте жерці під час жертвоприношень, особливо для Тецкатліпоки, використовували ритуальний ніж, що звався Іцтлаколіукі. Також його згадували під час свята Очпаністлі.